# Maestro di Becerril
Maestro di Becerril (fl. XVI secolo) è stato un pittore spagnolo.
All'anonimo artista, attivo in Castiglia nella prima metà del XVI secolo durante la prima generazione del rinascimento castigliano, viene generalmente identificato con  Juan Gonzalez Becerril, genero di Pedro Berruguete. 
Il maestro, postosi sulla scia proprio del Berruguete, da cui riprese temi iconografici e compositivi, risentì dell'influsso del rinascimento italiano, soprattutto nell'uso di elementi architettonici e di motivi decorativi tratti da incisioni di Marcantonio Raimondi. 
All'artista appartengono, entrambi realizzati per la chiesa dell'Assomption de Ventosa de la Cuesta, due polittici rispettivamente dedicati a san Michele Arcangelo e alla Vergine. Attorno a queste opere sono state attribuiti una serie di tavole singole: San Rocco, l'angelo e il martirio di sant'Erasmo (Burgos, Museo), Santa Barbara (Madrid, Museo del Prado), Sant'Apollonia (Madrid, Collezione Almerani), i Quattro profeti (Madrid, Collezione Adanero), infine le Storie della vita di san Pelayo (Malaga, cattedrale).